# Az Élet trilógiája
Az Élet trilógiája (Trilogia della vita) Pier Paolo Pasolini 1970 és 1974 között forgatott három filmjének közkeletű összefoglaló címe. A filmek: Dekameron, Canterbury mesék, Az Ezeregyéjszaka virágai. Mindhárom alkotás a középkorban keletkezett klasszikus mese- és novellagyűjteményeken alapul. A trilógia a szexualitást mint örök emberi értéket állítja középpontba. Emiatt a rendezőt megvádolták azzal, hogy az akkoriban tetőző filmes szexhullámnak hódolt, s csupán a kereskedelmi sikert tartotta szem előtt. Ez egyébként nem is maradt el. Az olasz cenzúra mindhárom film ellen fellépett, a Dekameront és a Canterbury meséket rövid időre be is tiltotta. A trilógia zenei konzultánsa Ennio Morricone volt. A filmek erőteljes atmoszférája jelentős részben a kiválasztott forgatási helyszíneknek és a zömmel amatőr szereplőknek köszönhető.

## A filmek

### Dekameron
Eredeti címe: Il Decameron. Giovanni Boccaccio közismert novellagyűjteménye alapján készült, 1971-ben bemutatott olasz–francia–NSZK koprodukció. Az 1971-es nyugat-berlini filmfesztiválon Ezüst Medve díjat (a zsűri különdíja) kapott. Operatőr: Tonino Delli Colli. Főszereplők: Franco Citti, Ninetto Davoli, Angela Luce, Pier Paolo Pasolini, Vincenzo Amato.

### Canterbury mesék
Eredeti címe: I racconti di Canterbury / Les Contes de Canterbury. Geoffrey Chaucer töredékesen elkészült, részben verses mesegyűjteménye alapján forgatott, 1972-ben bemutatott olasz–francia koprodukció. Az 1972-es nyugat-berlini filmfesztiválon Arany Medve díjat (a fesztivál nagydíja) kapott. Operatőr: Tonino Delli Colli. Főszereplők: Hugh Griffith, Laura Betti, Josephine Chaplin, Pier Paolo Pasolini, John Francis Lane, Franco Citti, Ninetto Davoli, Jenny Runacre.

### Az Ezeregyéjszaka virágai
Eredeti címe: Il fiore delle mille e una notte / Les mille et une nuits. A közismert arab mesegyűjtemény motívumai alapján készült, 1974-ben bemutatott olasz–francia koprodukció. Az 1974-es cannes-i filmfesztiválon elnyerte a zsűri különdíját. Operatőr: Giuseppe Ruzzolini. Főszereplők: Franco Merli, Ines Pellegrini, Franco Citti, Ninetto Davoli, Margaret Clementi.

## Pasolini a Trilógiáról
„A trilógia filmjei nagyszerű élménnyel ajándékoztak meg. Az az érzésem, egyetlen kritikus sem képes megérteni, hogy ez az élmény – a végeredménytől függetlenül – mit jelent nekem: a behatolást a művészeti alkotás legtitkosabb fogaskerekei közé, egyre mélyebbre jutást az elbeszélés ontológiájába, az abszolút film rejtelmeibe. Ilyenkor kizárólag gyermekként láthatja az ember a filmet, amikor még nem befolyásolják üzleti szempontok, s a közöny sem kerítette hatalmába. Nos, meg kell mondanom, életem legjobb ötletének tartom, hogy magáért a mesélés öröméért meséljek, hogy az ideológián túllépve újrateremtsek narratív mítoszokat. Mert rádöbbentem, hogy ideologikus filmet sokkal könnyebb csinálni, mint olyat, amelyből látszólag hiányzik az ideológia… Amelyben csak közvetetten, rejtve, implicit módon van jelen, nem úgy, mint a tézisfilmekben, amelyek egyértelműen valamilyen ideológián alapulnak…”
„Trilógiám az Életnek tett szerelmi vallomás. Tulajdonképpen felesleges trilógiáról beszélni, hiszen a Dekameron, a Canterbury mesék és Az Ezeregyéjszaka virágai egyazon film három fejezete…”
Pasolini egyébként egy cikkben visszavonta az  Élet trilógiájá-nak alapelveit: a cikk halála után jelent meg számos nyelven. (Magyarul a Filmvilág című szaklap közölte 1987-ben.)
Utolsó alkotása, a Salò, avagy Szodoma 120 napja egy „antitrilógia” első fejezeteként készült, melyet a Porno-Teo-Kolossal követett volna, ám Pasolini brutális meggyilkolása miatt azt már nem valósíthatta meg. 1996-ban barátja, Sergio Citti Háromkirályok címmel készített filmet a magyarul is publikált Porno-Teo-Kolossal forgatókönyvéből, de előtte átdolgozta azt.